# Wim Wenders
Wilhelm "Wim" Ernst Wenders (Düsseldorf, 14 d'agost de 1945) és un guionista, productor, actor i director de cinema alemany.

## Biografia
Wim Wenders va néixer en el si d’una família catòlica i conservadora. El seu pare, Heinrich Wenders, era cirurgià. La seva mare era originària dels Països Baixos i a ella deu el nom holandès de Wim, tot i que va ser rebutjat per les autoritats alemanyes, per no considerar-lo alemany. El nom alemany que més s'hi assemblava era Wilhem i el van registrar com a Ernst Wilhem Wenders. Quatre anys després del seu naixement, la família va tenir el segon fill, Klaus, i el pare va ser ascendit a director mèdic de l’hospital Sant Josef (avui dia Sant Clemens) de la ciutat d'Oberhausen (Rin del Nord-Westfàlia).
De petit, Wim Wenders volia ser capellà, vocació que més tard va perdre a causa de la influència del rock and roll. La música tindria més tard un paper destacat en la seva carrera cinematogràfica, per exemple en pel·lícules com Lisbon Story, Buena Vista Social Club, Viel passiert o Der BAP Film.
El 1963, Wenders va començar a estudiar medicina a Múnic, però només hi va cursar dos semestres. Després va estudiar filosofia a la Universitat de Friburg de Brisgòvia, durant un semestre, per continuar seguidament amb sociologia a Düsseldorf. Al cap de només un semestre va interrompre de nou els seus estudis per poder dedicar-se a la pintura amb aquarel·la, activitat que fins aleshores només havia pogut practicar de manera secundària. El 1966, Wenders va canviar novament de vocació professional i es va traslladar a París per tal d'ingressar a l'Institut des hautes études cinématographiques (IDHEC), però la seva preinscripció va ser rebutjada. Es va posar a treballar aleshores a l'atelier de l'artista alemany Johnny Friedlaender, a Montparnasse, i paral·lelament visitava la Cinémathèque française, on podia arribar a veure fins a cinc pel·lícules al dia. Passat un any, ja n'havia vist més d'un miler. Wenders va abandonar aleshores la seva activitat contemplativa i el 1967 va treballar breument a l'oficina de la productora cinematogràfica United Artists, ubicada a Düsseldorf. L'indiferent tracte de la productora vers les pel·lícules va commoure Wenders, que va escriure seguidament l'assaig Verachten, was verkauft wird (Menysprear el que hom ven).
El 1967 Wenders va poder ingressar a la recentment inaugurada Hochschule für Fernsehen und Film (Escola de Cinema i Televisió) de Múnic. Un any després, el cineasta alemany es va casar amb l'actriu Edda Köchl. Paral·lelament als seus estudis, Wenders va escriure crítiques cinematogràfiques per a les revistes FilmKritik, Twen, Der Spiegel i per al diari Süddeutsche Zeitung.
El 1970 Wenders va rodar la pel·lícula de final de carrera, Summer in the city (Estiu a la ciutat), un film en blanc i negre i format 16 mm de dues hores i mitja de durada. Aquesta pel·lícula no pot ser distribuïda degut a l'ús no autoritzat de temes musicals i ha estat només projectada en festivals de cinema. Va comptar amb Robby Müller com a director de fotografia i després van fer junts fins a deu pel·lícules més.
Juntament amb altres cineastes pertanyents al corrent cinematogràfic Nou Cinema Alemany, que feien cinema d'autor, el 1971 Wenders va fundar la distribuidora Filmverlag der Autoren.
Després de les adaptacions cinematogràfiques de les novel·les Die Angst des Tormanns beim Elfmeter (La por del porter davant el penal, 1971) de Peter Handke i The Scarlet Letter (La lletra escarlata) de Nathaniel Hawthorne, respectivament, Wenders va assolir el primer reconeixement important amb Alice in den Städten (Alice a les ciutats) el 1973.
Posteriorment, la pel·lícula Im Lauf der Zeit ("El curs del temps", 1976) va obtenir el premi internacional de la crítica de la FIPRESCI al Festival de Canes i amb la pel·lícula Der amerikanische Freund ("L'amic americà", 1977), basada en una novel·la de Patricia Highsmith, Wenders va aconseguir donar-se a conèixer també als Estats Units.
El 1976 Wenders va decidir guanyar independència artística tot creant a Berlín la seva pròpia productora, Road Movies Filmproduktion, amb la qual el cineasta alemany va produir també pel·lícules d'altres directors.
Per invitació de Francis Ford Coppola el 1977 Wenders va anar als Estats Units per tal de rodar una pel·lícula per la productora Zoetrope (propietat del cineasta estatunidenc) sobre l'autor de novel·les negres Dashiell Hammett. Això no obstant, a causa de diferències sobre el guió i el repartiment, la finalització de la pel·lícula es va allargar molt més del previst i només el 1982 Hammett es va poder finalment projectar a les sales de cinema. Durant aquest temps, Wenders va rodar Nick’s Film – Lightning Over Water (1980), un semidocumental sobre els darrers mesos de vida del director de cinema Nicholas Ray, malalt terminal de càncer. Així mateix, Wenders va rodar també Der Stand der Dinge ("L'estat de les coses", 1982), una pel·lícula que tracta sobre les dificultats del món del cinema i els obstacles per a poder produir pel·lícules. En el film, Wenders va abordar conflictes que ell mateix havia viscut durant el rodatge de Hammett. Al mateix any, pel Festival de Salzburg, Wenders va escenificar al teatre Felsenreitschule l'obra teatral Über die Dörfer ("Sobre els pobles") de l'escriptor austríac Peter Handke, amb qui el cineasta alemany manté una llarga i vella relació d'amistat.
El 1984 Wenders va finalitzar París, Texas, basada en un guió del dramaturg estatunidenc Sam Shepard. La pel·lícula es va emportar la Palma d'Or del Festival de Canes com a premi més destacat del seu ampli palmarès. Això no obstant, el seu gran èxit no va impedir que la pel·lícula no pogués ser vista a Alemanya fins al 1985, un cop superat un difícil conflicte amb la productora Filmverlag der Autoren a causa dels drets de distribució de la cinta. Juntament amb París, Texas, un dels èxits comercials més destacats i aclamats per la crítica del director alemany va ser Der Himmel über Berlin ("El cel sobre Berlín"), estrenada el 1987.
El 1989 Wenders va començar els treballs del seu ambiciós projecte Bis ans Ende der Welt ("Fins al final del món"), una història futurista i de ciència-ficció que ja estava planificada per Wenders des de 1977 però que no va ser fins al 1991 que va poder materialitzar, després d'un any i mig necessari per completar tot el rodatge. La llarga versió resultant, de 280 minuts de durada, va ser escurçada a només 180 minuts per a la projecció a les sales de cinema alemanyes i a 158 minuts per a les sales de cinema dels Estats Units. Pel que fa a la crítica, la pel·lícula va ser acollida modestament, amb crítiques mediocres.
També per a les subsegüents pel·lícules In weiter Ferne, so nah! ("Tan lluny, tan a prop", 1993), Lisbon Story (1994), Am Ende der Gewalt ("Al final de la violència", 1997) i The Million Dollar Hotel (2000) el director alemany només va poder assolir parcialment l'èxit de les seves anteriors pel·lícules.
En canvi, pel que fa als seus documentals musicals, Wenders va saber sempre cridar l'atenció. Per exemple amb Willie Nelson at the Teatro (1998), Buena Vista Social Club (1999) i Viel passiert – Der BAP-Film ("Passen moltes coses -La pel·lícula de la banda BAP", 2002).
La relació del cineasta amb la música ha estat sempre estreta i aquest fet es constata amb la col·laboració de Wenders amb la banda de rock alemanya Die Toten Hosen, per la qual el 2000 Wenders va filmar el vídeo musical del tema Warum werde ich nicht satt? ("Per què no m'atipo?"), pertanyent a l'àlbum Unsterblich ("Immortal"). Una nova col·laboració entre Wenders i la banda alemanya va tenir lloc el 2004, amb la inclusió del tema Stand up! a la banda sonora de la pel·lícula Land of Plenty.
Wenders dona suport a l'ONG Deine Stimme gegen Armut (la campanya alemanya coneguda com a Make Poverty History en països anglòfons). El juny de 2007 Wenders va participar, juntament amb el grup Die Toten Hosen, en el concert altermundista celebrat a Rostock, contra la cimera del G8 de Heiligendamm.	
El 2008 Wender va participar per novena vegada al Festival de Canes, amb la pel·lícula Palermo Shooting, la qual tanmateix no es va endur cap premi.
Wenders admirava Pina Bausch des de 1985, i hi mantenia una bona amistat. El 2009, dos dies bans que comencés el rodatge d'un documental sobre la coreògrafa, ella va morir. Posteriorment va declarar que era una pel·lícula que volia rodar des de feia vint anys però pensava que la càmera no li permetria captar l'art i el sentiment de les creacions de Bausch. S'hi va decidir quan va arribar el cinema digital 3D. Després de la mort de Bausch, els ballarins de la seva companyia van convèncer Wender per seguir amb el projecte i mostrar algunes de les creacions més destacades de la coreógrafa. La pel·lícula, Pina, es va estrenar fora de concurs en el Festival de Berlín de 2011. Quan Wenders en feia la promoció, en una entrevista publicada a DOC: The Documentary Channel el desembre de 2011 va afirmar que estava treballant en un altre documental 3D, aquest sobre arquitectura. També va dir que només treballarà en format 3D a partir d'aleshores.
Des del 2003 Wenders és professor de l'Escola Superior d'Art (Hochschule für Bildende Künste) d'Hamburg.
El 2006 Wenders va ser honorat amb una medalla de l'ordre Pour le Mérite, la primea a la història en ser atorgada a un director de cinema; dos anys més tard va presidir el jurat de la 65a edició del Festival de Cinema de Venècia, un càrrec que també ja havia ostentat al Festival de Canes de 1989.
Farà el debut com a director per l'òpera de Georges Bizet Els pescadors protagonitzada per Olga Peretyatko, Francesco Demuro, conduït per Daniel Barenboim a la Staatsoper Unter den Linden el juny de 2017.
En una entrevista amb Christiane Amanpour el maig de 2018, Wenders va indicar que la seva pel·lícula favorita de tots els temps, era la seva pel·lícula sobre Pope Francis. La seva admiració pel papa és profunda, sent que el Papa fa el millor, en un temps difícil, en un món ple de calamitats. Quan va ser preguntat per Amanpour, va dir que va néixer catòlic però que s'havia convertit a la fe protestant, feia anys.
Actualment Wenders està casat amb la fotògrafa Donata Wenders, el seu tercer matrimoni després d'haver-se divorciat de les actrius Edda Köchl i Ronne Blakley.

## Filmografia
| Any  | Pel·lícula                                           | Notes |
| ---- | ---------------------------------------------------- | --- |
| 1967 | Schauplätze                                          | (Escenaris) |
| 1968 | Same Player Shoots Again                             | |
| 1969 | Silver City                                          | |
| 1969 | Polizeifilm                                          | (Pel·lícula policiaca) Televisió |
| 1969 | Alabama: 2000 Light Years From Home                  | |
| 1969 | Drei amerikanische LPs                               | (Tres LP's americans) Televisió, amb Peter Handke |
| 1970 | Summer in the City                                   | |
| 1972 | Die Angst des Tormanns beim Elfmeter                 | (La por del porter davant el penal) |
| 1972 | La lletra escarlata !! (Der scharlachrote Buchstabe) | |
| 1974 | Alice in den Städten                                 | |
| 1975 | Falsche Bewegung                                     | (Fals moviment) Premi nacional alemany Filmband in Gold (Cinta d'or) |
| 1976 | Im Lauf der Zeit                                     | (El curs del temps) Nominació − Palma d'Or |
| 1977 | Der amerikanische Freund                             | Premi nacional alemany Filmband in Gold (Cinta d'or) per la direcció Premi nacional alemany Filmband in Silber (Cinta de plata) per la producció Nominació − Palma d'Or Nominació − César a la millor pel·lícula estrangera |
| 1977 | Ein Haus für uns                                     | Sèrie de televisió Episodis: Aus der Familie der Panzerechsen (De la familia dels Panzerchsen) i Die Insel (L'illa) |
| 1980 | Lightning Over Water                                 | Premi nacional alemany Filmband in Silber (Cinta de plata) per la producció |
| 1982 | Hammett                                              | Nominació − Palma d'Or |
| 1982 | Chambre 666                                          | Televisió |
| 1982 | Der Stand der Dinge                                  | (L'estat de les coses) Lleó d'Or Premi nacional alemany Filmband in Gold (Cinta d'or) per la càmera Premi nacional alemany Filmband in Silber (Cinta de plata) per la producció |
| 1982 | Reverse Angle                                        | Televisió |
| 1984 | París, Texas                                         | Palma d'Or BAFTA al millor director Internationale Hofer Filmtage (1984 i retrospectiva 2006) Premi nacional danès Bodil per la categoria Millor pel·lícula europea Premi nacional italià David di Donatello: Premi René Clair Premi nacional alemany Filmband in Silber (Cinta de plata) per la producció Nominació − César a la millor pel·lícula estrangera                              |
| 1985 | Tokyo-Ga                                             | |
| 1987 | Der Himmel über Berlin                               | (El cel sobre Berlín) Premi a la millor direcció (Festival de Canes) Premi de Cinema Europeu a la millor direcció Premis Independent Spirit a la millor pel·lícula estrangera Premi nacional alemany Filmband in Gold (Cinta d'or) per la producció Nominació − Palma d'Or Nominació − César a la millor pel·lícula estrangera Nominació − BAFTA a la millor pel·lícula de parla no anglesa |
| 1989 | Yamamoto – Aufzeichnungen zu Kleidern und Städten    | (Apunts de vestits i de ciutats) |
| 1991 | Bis ans Ende der Welt                                | (Fins a la fi del món) |
| 1993 | In weiter Ferne, so nah!                             | Gran Premi del Jurat al Festival de Canes Bayerischer Filmpreis per la direcció Nominació − Palma d'Or |
| 1994 | Lisbon Story                                         | |
| 1995 | Die Gebrüder Skladanowsky                            | (Els germans Skladanovsky) |
| 1995 | Jenseits der Wolken                                  | (Més enllà dels núvols) Juntament amb Michelangelo Antonioni |
| 1997 | El final de la violència                             | Premi nacional alemany Filmband in Gold (Cinta d'or) per la direcció Nominació − Palma d'Or |
| 1999 | Buena Vista Social Club                              | Premi de Cinema Europeu al millor documental Premi Goldene Kamera per la millor pel·lícula alemanya Nominació − Oscar al millor documental Nominació − BAFTA a la millor pel·lícula de parla no anglesa |
| 2000 | The Million Dollar Hotel                             | Os de Plata Nominació − Os d'Or |
| 2002 | Viel passiert – Der BAP Film                         | (Passen moltes coses - La pel·lícula de BAP) |
| 2003 | The Soul of a Man                                    | Documental integrant de la sèrie The Blues i dirigida per Martin Scorsese |
| 2004 | Land of Plenty                                       | Nominació − Lleó d'Or |
| 2005 | Don’t Come Knocking                                  | Nominació − Palma d'Or |
| 2008 | Palermo Shooting                                     | Nominació − Palma d'Or |
| 2009 | Il volo                                              | Curtmetratge |
| 2011 | Pina                                                 | Nominació − Oscar al millor documental Nominació − BAFTA a la millor pel·lícula de parla no anglesa Nominació − Gaudí a la millor pel·lícula europea |
| 2014 | The Salt of the Earth                                | Codirigida amb Juliano Ribeiro Salgado Nominació − Oscar al millor llargmetratge documental Premi César al millor documental Festival de Cannes: Premi Especial del Jurat ("Un Certain Regard") Nominació − Premi Goya a la millor pel·lícula europea Festival de Sant Sebastià: Premi del Públic Nominació − Premis Independent Spirit al millor largmetratge documental                   |
| 2023 | Perfect Days                                         | Nominació − Palma d'Or |

## Premis
- 1977: Premi de la crítica alemanya
- 1989: Doctor honoris causa de la universitat parisenca la Sorbonne
- 2004: Ordre d'honor del Bundesland Rin del Nord-Westfàlia
- 2004: Premi Helmut-Käutner de la ciutat de Düsseldorf
- 2004: Premi Robert-Bresson
- 2005: Distinció Pour le Mérite
- 2006: Gran Creu amb Estrella de l'Orde del Mèrit de la República Federal d'Alemanya
- 2008: Premi Sergei Paradschanov per la trajectòria cinematogràfica al Festival de Cinema „Goldene Aprikose“